# Патвин (язык)
Патвин (Patween, Patwin, Southern Wintun, Wintu) — почти исчезнувший винтуанский язык, на котором говорит народ патвин, который проживает в городах Гриндстоун, Кортина, Рамси штата Калифорния в США. Есть горный, речной и южный диалекты. Также похож на языки номлаки и винту.